# Chi Đại bi
Đại bi (danh pháp khoa học: Blumea) là chi thực vật có hoa thuộc họ Cúc.

## Đặc điểm
Chi Đại bi phân bố ở châu Á nhiệt đới và cận nhiệt đới, đặc biệt là tiểu lục địa Ấn Độ và Đông Nam Á. Một vài loài phân bố ở Úc và thậm chí ở châu Phi.
Hầu hết các loài trong chi này là những cây cỏ dại nhỏ.
Vài loài trước đây từng được xếp vào chi Conyza.
Nhiều loài cây trong chi Đại bi được sử dụng làm cây thuốc trong đông y, điển hình là cây đại bi Blumea balsamifera.

## Các loài
- Blumea amakidophora
- Blumea arfakiana
- Blumea aromatica - Bạc đầu thơm, hoàng đầu lá to
- Blumea balsamifera - Đại bi
- Blumea brevipes
- Blumea canalensis
- Blumea clarkei - Kim đầu ông
- Blumea densiflora - Kim đầu hoa dày
- Blumea fistulosa - Hoàng đầu chụm
- Blumea hieraciifolia - Hoàng đầu, cỏ đuôi hùm, bát tầy
- Blumea integrifolia
- Blumea lacera - Cải ma, cải trời, cỏ hôi, đại bi rách
- Blumea laciniata
- Blumea lanceolaria - Xương sông
- Blumea megacephala - Kim đầu đầu to
- Blumea mollis - Hoàng đầu hôi, măng năng, cúc bánh ít, kim đầu mềm
- Blumea napifolia - Kim đầu lá cải
- Blumea oxyodonta - Kim đầu răng nhọn
- Blumea paniculata
- Blumea psammophila
- Blumea riparia
- Blumea saxatilis
- Blumea sessiliflora - Kim hoa
- Blumea sinuata - Đại bi lá lượn, hoàng đầu xẻ, bông tím
- Blumea tenella
- Blumea virens
- Blumea viscosa